# Мітті Арнолд
Мітті Арнолд (англ. Mitty Arnold; нар. 15 липня 1974) — колишній американський тенісист.
Найвищу одиночну позицію світового рейтингу — 491 місце досяг 11 жовтня 1999, парну — 268 місце — 10 липня 2000 року.

## Титули ITF Ф'ючерс

### Одиночний розряд: (1)
| Ранг | Дата     | Турнір              | Покриття | Суперник         | Рахунок  |
| ---- | -------- | ------------------- | -------- | ---------------- | -------- |
| 1.   | Жов 1999 | Швеція F2, Гетеборг | Тверде   | Маркус Сарстранд | 6–4, 6–3 |

### Парний розряд: (3)
| Ранг | Дата     | Турнір              | Покриття | Партнер        | Суперники                        | Рахунок       |
| ---- | -------- | ------------------- | -------- | -------------- | -------------------------------- | ------------- |
| 1.   | Вер 1998 | Швеція F1, Гетеборг | Тверде   | Тодд Мерінґофф | Юел Крістенсен Роберт Ліндстедт  | 4–6, 6–4, 6–3 |
| 2.   | Вер 1999 | Норвегія F1, Осло   | Килим    | Томас Блейк    | Генрік Андерссон Юган Сеттерґрен | 6–2, 7–6      |
| 3.   | Жов 1999 | Швеція F2, Гетеборг | Тверде   | Томас Блейк    | Роберт Ліндстедт Фредрік Лувен   | 1–6, 7–6, 7–5 |